# Neritina manoeli
Neritina manoeli é uma espécie de gastrópode  da família Neritidae
É endémica de São Tomé e Príncipe e os seus habitats naturais são os rios.
Está ameaçada por perda de habitat.